# Catacombe van Commodilla

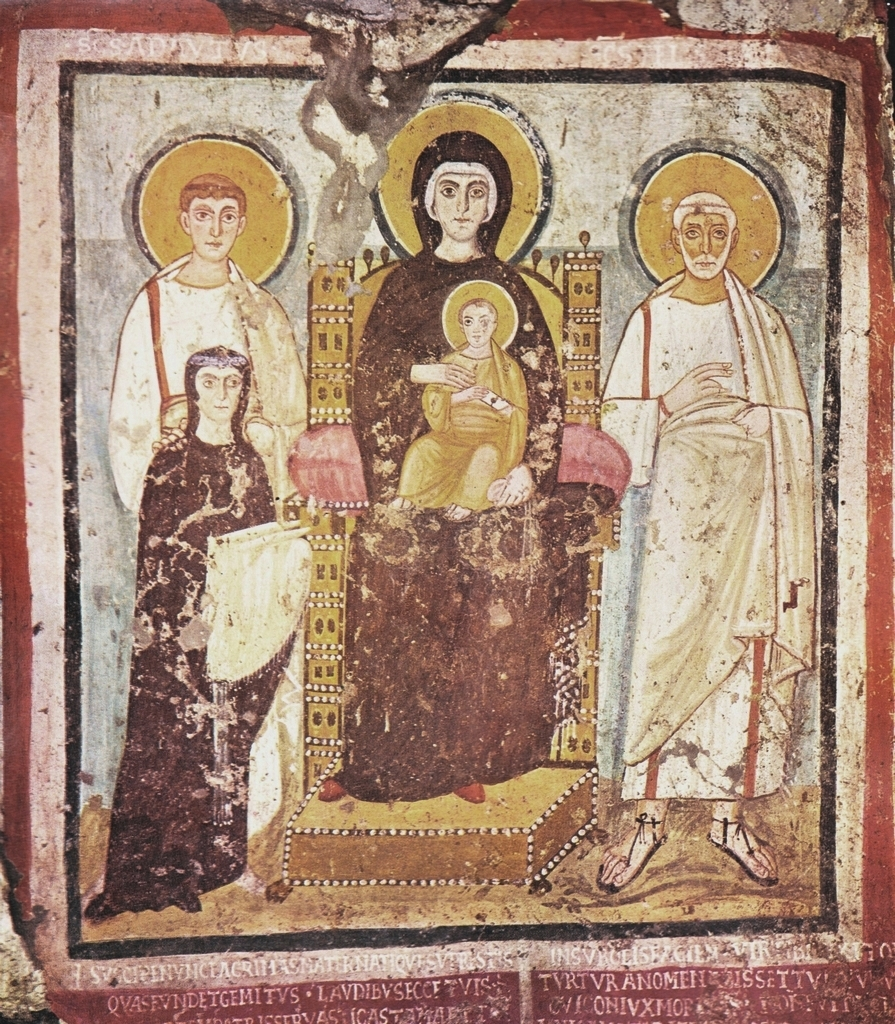
Fresco in de basiliek van Felix en Adauctus met van links naar rechts Adauctus en Tortura, Madonna met kindje Jezus en Felix

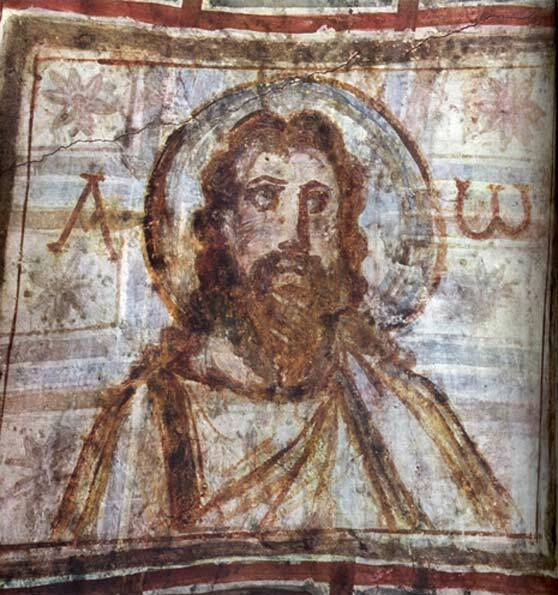
Fresco van Jezus

De Catacombe van Commodilla of Commodilla-catacombe (Italiaans: Catacombe di Commodilla) is een van de catacombecomplexen in de Italiaanse stad Rome. De catacombe ligt nabij de Via delle Sette Chiese in de wijk Ostiense.

## Toponiem
De naam van de catacombe is, zoals voor de meeste Romeinse catacomben, afgeleid van de naam van de stichter of schenker van het land waarin het ondergrondse begraafplaatscomplex werd aangelegd. Tevens was deze ook bekend onder de naam van de twee belangrijkste martelaren die daar begraven waren, Felix en Adauctus.

## Situering
De ondergrondse begraafplaats is verdeeld over drie niveaus. Het oudste en vanuit archeologisch oogpunt meest interessante niveau is het middelste, die aangelegd is in een oude puzzolaan-groeve, hergebruikt voor begrafenisdoeleinden: op dit niveau bevinden zich de graven van de martelaren, in een kleine ondergrondse basiliek, en vanaf dit niveau ontwikkelden zich de rest van het catacombestelsel.
Bovengronds zijn er geen monumenten of restanten hiervan die op enigerlei wijze verbonden zijn met de catacomben.

## Geschiedenis
De analyse van de artefacten die in het hypogeum zijn ontdekt, leidt ertoe dat de catacombe gedateerd wordt na het midden van de vierde eeuw, terwijl andere kenmerken teruggaan tot het begin van de vierde eeuw. Kenmerkend is ook de aandacht voor het martelaarschap van Felix en Adauctus in de laatste jaren van het leven van keizer Diocletianus (284-305): dit suggereert dat de puzzolaan-groeve gedeeltelijk werd gebruikt als begraafplaats, zelfs al vóór de sluiting en transformatie tot een begraafplaats (dat wil zeggen in de tweede helft van de 4e eeuw). De catacomben werden uiterlijk aan het einde van de 4e eeuw gebruikt voor begrafenissen. In de vijfde en zesde eeuw worden ze alleen gebruikt voor devotionele doeleinden.
De catacombe werd, zoals eveneens gebeurde in de andere christelijke ondergrondse begraafplaatsen, omgevormd tot een plaats van martelaarschap: restauratiewerkzaamheden aan de ondergrondse basiliek werden tot in de 9e eeuw uitgevoerd door verschillende pausen, een teken dat zelfs in die tijd de catacomben een plaats waren van de bedevaart van vrome christenen. Er werden ook munten gevonden met de beeltenis van paus Gregorius IV (827-844). Paus Leo IV (847-855) schonk uiteindelijk de relieken van de martelaren Felix en Adauctus aan de vrouw van keizer Lotharius. Later werden de catacomben verlaten en raakten ze in de vergetelheid.
In 1595 werd de catacombe ontdekt door de archeoloog Antonio Bosio, maar de eerste die het identificeerde als dat van Commodilla was Giovanni Battista de Rossi in de negentiende eeuw. Aan het begin van de 20e eeuw werden restauratiecampagnes uitgevoerd die leidden tot de volledige opgraving van het tweede niveau van de begraafplaats (de oude puzzolaan-groeve).

## Martelaren van Commodilla
Zoals in andere Romeinse catacomben werden verschillende martelaren herdacht in de Commodilla-catacombe. Allereerst Felix en Adauctus: het gedicht van paus Damasus, dat verloren is gegaan maar waarvan een kopie bewaard is gebleven in een verzameling vroegmiddeleeuwse inscripties, vertelt over deze twee martelaren die broers en beide priesters waren. Het verhaal uit de zevende eeuw vertelt dat tijdens het martelaarschap van Felix, ter dood veroordeeld in het begin van de vierde eeuw, een vreemdeling uit de menigte kwam en, bekennend een christen te zijn, vroeg om samen met Felix te sterven: zijn naam was niet bekend, dus ging hij de geschiedenis in met de naam van adjunct (adauctus in het Latijn). De begraafplaats van deze twee heiligen werd gevonden in de catacomben.
In de catacombe van Commodilla worden volgens de traditie vier andere heiligen vereerd:
- een heilige genaamd Merita, wier naam kan worden gelezen op een fresco in de buurt van de begraafplaats van Felix en Adauctus (maar de archeologen zijn het niet allemaal unaniem eens in deze identificatie); de liturgische bronnen zeggen ook niets over deze veronderstelde heilige, terwijl ze spreken van
- twee martelarenzusters, Degna en Merita, gedood onder keizer Valerianus (253-260) en begraven in Commodilla; in de catacomben werd geen spoor van Degna gevonden;
- de Martyrologium Hieronymianum noemt, op 29 augustus, naast Felix en Adauctus, een zekere Gaudenzia, waarvan geen sporen zijn gevonden in de catacomben;
- ten slotte spreken de pelgrimsgidsen uit de vroege middeleeuwen over een andere martelaar, Nemesio, die echter in geen enkel ander document wordt genoemd.

## Beschrijving
Een bijzonderheid van de Commodilla-catacombe, die het onderscheidt van andere Romeinse catacomben, is de aanwezigheid van zogenaamde putgraven: het zijn diepe kuilen, waar tot 20 nissen in de muren zijn aangebracht en op elkaar zijn geplaatst. Een soortgelijke opstelling is alleen te vinden in de nabijgelegen Catacombe van Sint-Tecla. Bovendien wordt Commodilla, in vergelijking met andere ondergrondse begraafplaatsen, gekenmerkt door een extreme architecturale, epigrafische en iconografische armoede: zo zijn kamers en arcosolia zeldzaam en bevatten de marmeren inscripties vaak spelfouten.
Van een zeker artistiek belang is de kleine ondergrondse basiliek gewijd aan de heiligen Felix en Adauctus; het werd verkregen tijdens het pontificaat van Johannes I (523-526), door een deel van de oude puzzolaan-groeve (op het tweede niveau) aan te passen, welke werd gesloten en vergroot voor de behoeften van de verering. In deze ondergrondse basiliek hebben de archeologen de begraafplaats van de twee heiligen geïdentificeerd in twee boven elkaar geplaatste nissen, die onderwerp zijn van een fresco waarop ze zijn afgebeeld.
In de basiliek is verder te zien:
- de zogenaamde tombe van Turtura (midden 6e eeuw): het is een vrouw wier dood en begrafenis door haar zoon werd herdacht met een tombe verrijkt met een fresco. Het fresco toont de Madonna, met het kindje Jezus in haar armen, zittend op een gouden stoel; daarnaast de figuren van de twee heiligen Felix en Adauctus en van Tortura. Het fresco gaat vergezeld van een opschrift, dat luidt: "Uw naam is Tortura, en u was eigenlijk een echte duif".
- het fresco van de evangelist Lucas, daterend uit de tweede helft van de zevende eeuw, waarin de heilige wordt afgebeeld met het gereedschap van de handel: hij heeft in werkelijkheid een kleine tas bij met het gereedschap van een chirurg;
- het fresco van de sleuteloverdracht aan Petrus (6e eeuw): het stelt Christus voor, zittend op een wereldbol terwijl hij de sleutels aan Petrus overhandigt; ernaast figuren van heiligen, elk met hun naam erbij geschilderd: Adauctus, Merita, de apostel Paulus, Felix en Stefanus.

Van grote artistieke waarde en van hoge symbolische waarde is de zogenaamde kamer van Leo, de Romeinse officier-prefect van de annona (tweede helft van de 4e eeuw), die opdracht gaf een crypte voor zichzelf en zijn gezin te maken: het is volledig beschilderd met bijbelse scènes. De kamer van Leo bevindt zich in het midden van het catacombedeel met dezelfde naam, ontdekt in 1953.

## Graffiti-inscriptie
In de catacombe bevindt zich een graffiti-inscriptie in de volkstaal, waarvan de datering twijfelachtig is (tussen de 6e-7e eeuw en het midden van de 9e eeuw). Het is het oudste attest van een tekst in de volkstaal geschreven en wordt gevonden in een crypte gewijd aan de cultus van de heiligen Felix en Adauctus.

Non dicere ille secrita a bboce(Zeg de geheime (woorden) niet hardop)

Deze inscriptie herinnerde de celebrant eraan om de gebeden van de mis, secrete genaamd, de zogenaamde mysteria volgens de Grieks-Latijnse formule, volgens de liturgie met gedempte stem te moeten worden uitgesproken als heilige woorden die uitsluitend tot God en niet tot de gemeente zijn gericht.